# Johann Ludwig Hogrefe
Johann Ludewig Hogrewe, manchmal auch Johann Ludwig Hogreve (oder Hogrefe, Hograewe;) (* 1. Dezember 1737 in Hannover; † 21. September 1814 ebenda) war ein deutscher Offizier, Lehrer, Ingenieur und Kartograf im 18. und 19. Jahrhundert.

## Leben

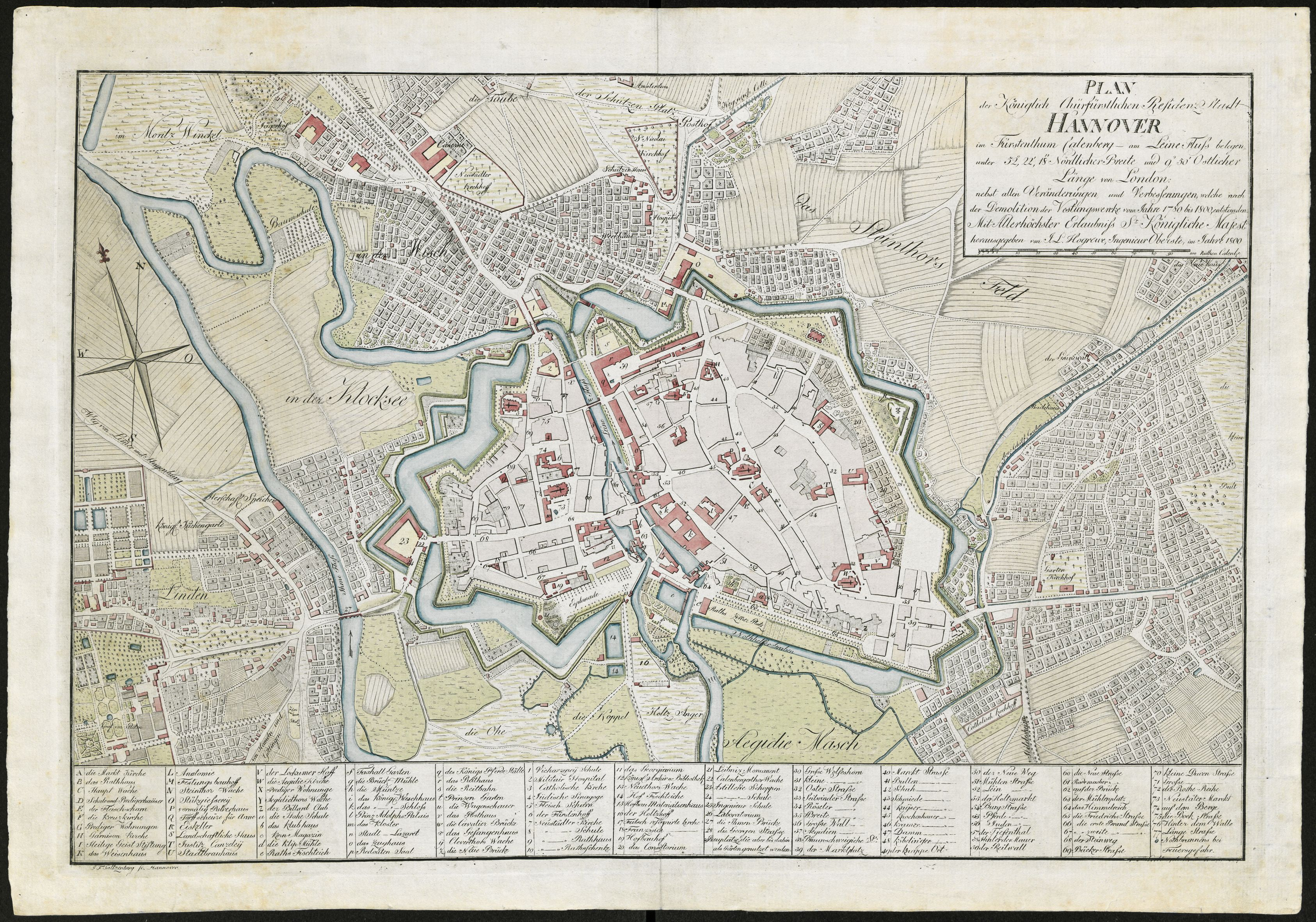
„Plan der Königlich Chürfürstlichen Residenz Stadt Hannover“ von „J. L. Hogreve, Ingenieur Oberste“, im Jahr 1800 als kolorierter Kupferstich von J. L. Saltzenberg vervielfältigt

Hogrewe trat 1759 ins hannoversche Ingenieurkorps ein und wurde 1763 Offizier. Nach anderer Darstellung wurde er erst 1774 Fähnrich und stieg dann bis 1799 zum Oberst auf.
Zuvor begann das Ingenieurskorps 1764, unter Leitung ihres Chefs Georg Josua Du Plat, wegen einer geplanten Kanalverbindung zwischen der unteren Weser und Elbe das Gebiet zwischen Osterholz und Bremervörde zu kartieren. Nachdem Hogrewe für den in London residierenden hannoverschen Kurfürsten und König des Vereinigten Königreichs, Georg III., bereits eine Karte von dessen „sämtlichen Teutschen Ländern“ bearbeitet hatte, wurde er 1767 Topograph im Ingenieurteam von Du Plat.
Hogrewe hatte bei der Vermessung Harburgs gemeinsam mit Christoph Georg Friedrich Pape die Aufsicht inne und schlug eine Ausweitung zur Kartierung des gesamten Landes vor, dem dann von 1767 bis 1784 zur kurhannoverschen Landesaufnahme vervollständigten Werk. Die dabei angewandten Verfahren beschrieb Hogrewe in seiner 1773 erschienenen „Praktischen Anweisung zur topographischen Vermessung eines ganzen Landes“.
Zeitgleich studierte er 1767 bis 1769 im Auftrag Georgs III. die Kanal- und Festungsbauten in England, den Niederlanden, Lothringen und den oberrheinischen Ländern. Später untersuchte er den Stecknitzkanal im damals hannoverschen Herzogtum Lauenburg; nach seinen Plänen wurde u. a. 1789 die heute noch erhaltene Dückerschleuse modernisiert.
Am 13. Dezember 1775 wurde Hogrefe in die Freimaurerloge Zum Schwarzen Bär aufgenommen.
1780 bis 1784 wurde Hogrewe Prinzenlehrer und erhielt hohe Ämter im Landkartenwesen. So wurde er 1785 Chef der Pontonier- und Pionierkompanie in Hannover und 1787 Mitdirektor der Osnabrücker Katastervermessung.
1785 wurde der Kartograph korrespondierendes Mitglied der Göttinger Societät der Wissenschaften.
Am 9. Januar 1799 erwarb Hogrewe das Bürgerrecht der Stadt Hannover und veröffentlichte 1800 einen Plan (Kupferstich) der Alt- und Neustadt nebst Umgebung.
Hogrewe blieb unverheiratet. Seine Grabstätte befindet sich auf Hannovers Gartenfriedhof.

## Werke (Auswahl)
Hogrewe verfasste zahlreiche Lehrbücher und Werke, darunter
- 1772: Situations-Plan von der Stadt und Festung Haarburg: belegen im Herzogtum Lüneburg am liniken Ufer der Elbe bey dem Einfluss der Seve der Kayserlichen Freyen Reichs-Stadt Hamburg gegen über / vermessen durch: Hogreve ...
  - Reproduktion 2001 in: Hamburg im Kartenbild der Vergangenheit. Beiträge zu einem historischen Atlas, Hamburg: Verein für Hamburgische Geschichte (Baubehörde, Amt für Geoinformation und Vermessung, Karten-Vertrieb)
- Stadt und Festung Harburg nebst Umgebung 1772. Situations-Plan von der Stadt und Festung Harburg belegen im Herzogtum Lüneburg am lincken Ufer der Elbe bey dem Einfluss der Seve der kayserlichen Freyen Reichs-Stadt Hamburg gegenüber / nach der Vermessung durch J. L. Hogreve und C. F. Pape, Teil 2
  - Reproduktion 2001 in: Hamburg im Kartenbild der Vergangenheit. Beiträge zu einem historischen Atlas, Hamburg: Verein für Hamburgische Geschichte (Baubehörde, Amt für Geoinformation und Vermessung, Karten-Vertrieb)
- 1773: Praktische Anweisung zur topographischen Vermessung eines ganzen Landes
- 1774: Ausfuehrliche Erzaehlung, nebst Grundrissen der Belagerung der Festung Schweidnitz durch die koenigl.-preußis. Truppen vom 7ten August bis den 9ten October 1762,
- 1780: Beschreibung der in England seit 1759 angelegten, und jetzt gröstentheils vollendeten schiffbaren Kanäle, zur inneren Gemeinschaft der vornehmsten Handelsstädte
- 1785: Theoretische und praktische Anweisung zur militairischen Aufnahme oder Vermessung im Felde
- 1797: Praktische anweisung zum planimetrischen vermessen der feldmarken: und wie davon die carten auszuarbeiten, zu berechnen und die vermess-register einzurichten sind, Johann Thomas Lamminger, 1797
- 1800: Plan der Städte Hannover und Calenberger Neustadt sowie deren Umgebung
  - Reproduktion 1991: Hannover 1800 anlässlich der 750-Jahr-Feier der Landeshauptstadt Hannover / hrsg. von J. L. Hogrewe. Stecher: J. F. Saltzenberg, Hannover: Niedersächsisches Landesverwaltungsamt, Landesvermessung, 1991